# 黒煙

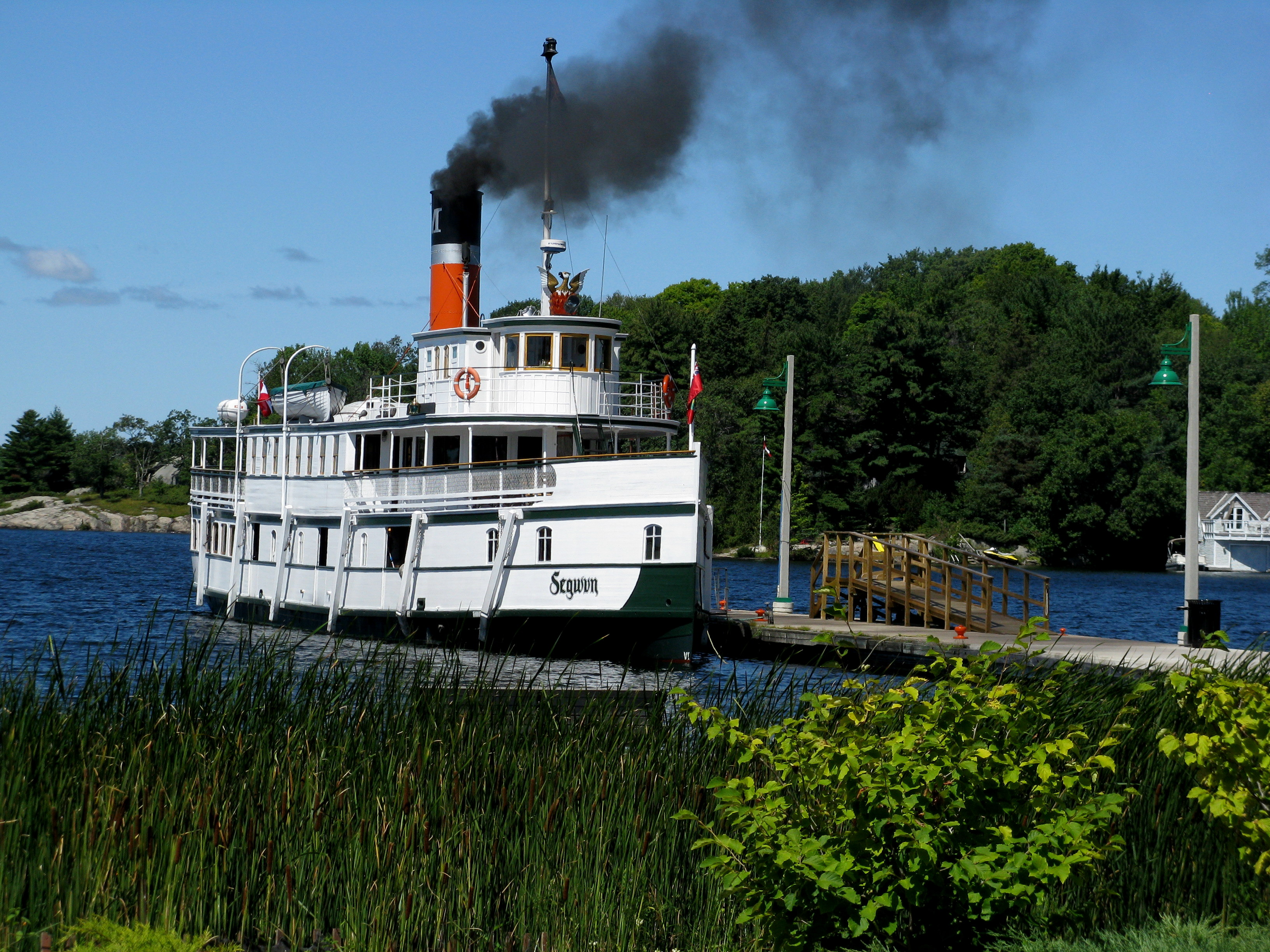
黒煙

黒煙（こくえん）とは、有機化合物が不完全燃焼した際に発生する煙である。

## 原料
黒煙はその主成分が炭素である為、書道などで使用される墨の原料として使用される。この場合の黒煙は菜種油に蝋燭の様な火を灯し、炎の先端近くに小皿をかぶせ黒煙の炭素を付着させる。後にこれを集め、膠で固めた物が書道などで使用する墨となる。

## 公害の原因物質
日本における黒煙被害として、1970年代までは、工場からの排出ガスが公害として社会的に問題視されてきたが、1980年代以降は、ディーゼルエンジンを搭載するトラックなどの排気ガスが社会的な問題となっている。
多くは浮遊粒子状物質となり大気中に漂うことから、工場周辺や交通量の多い道路周辺の住民の呼吸器に沈着して、障害を発生させることもある。